# Yakety Sax
Yakety Sax è un singolo strumentale di Boots Randolph, diventata la celebre sigla del Benny Hill Show di Benny Hill e per questo chiamata anche Benny Hill Show Theme. Il singolo è stato scritto da Spider Rich e prodotto da Fred Foster.
La canzone si ispira a Chicken Reel scritta per lo show The Armory di Hopkinsville nel Kentucky e include pezzi della marcia militare del 1897 di Julius Fučík L'Entrata dei Gladiatori.
Il pezzo è stato reinterpretato da Bill Haley & His Comets, in versione elettronica da Gil Trythall con il nome di Yakety Moog nel 1970.
Inoltre è stata fatta una versione alternativa chiamata Yakety Axe da Chet Atkins nel 1965, che nel 1990 registrò una versione più lenta inclusa nell'album di Mark Knopfler Neck and Neck.

## Apparizioni nei media
- Benny Hill Show dal 1969 al 1989
- Rags to Riches (1987)
- Asterix e Obelix - Missione Cleopatra (2002)
- V per Vendetta (2005)
- Giù per il tubo (2006)
- Jingle di una campagna televisiva di Wind del 2008.
- È presente in un episodio della serie televisiva Barnyard - Ritorno al cortile.
- È presente nell'episodio "Ricerca di ascolti" di South Park.
- È presente nell'episodio "È nata una stella - di nuovo" dei Simpson.